# Bochtsnelheidsaanwijzer
Een bochtsnelheidsaanwijzer (Engels: rate-of-turn indicator) is een nautisch instrument dat aanduidt in welke richting het schip van koers verandert en met welke draaisnelheid het schip van koers verandert.
Het is door de SOLAS verplicht aan boord van alle schepen van 50.000 brutoregisterton of meer.
De bochtsnelheidsaanwijzer bevindt zich op de brug van een schip. Het is een van de nuttigste instrumenten die een roerganger kan gebruiken om een zo recht mogelijke koers te varen en om te manoeuvreren.
De bochtsnelheidsaanwijzer bestaat uit een display waarbij de nul bovenaan staat met links en rechts daarvan een gradenschaal. In het midden bevindt zich een pijl die de koersveranderingen weergeeft. Als het schip een rechte koers vaart zal de pijl op nul blijven staan, maar als het schip naar stuurboord draait zal de pijl zich naar rechts verplaatsen en als het schip naar bakboord draait zal de pijl zich naar links verplaatsen. De pijl duidt het cijfer aan op de schaal die overeenkomt met de draaisnelheid van het schip. Elk streepje stelt een graad voor, om de vijf graden zal er een langer streepje staan en om de tien graden wordt het aangeduid met een cijfer. De schaal is lineair, dat wil zeggen dat ze minimum tot dertig graden stuurboord en bakboord gaat.
De bochtsnelheidsaanwijzer kan enkele storingen ondervinden. Deze kunnen te wijten zijn aan stampbewegingen, drift ten gevolge van de aardrotatie en tilt ten gevolge van de aardrotatie en de snelheid van het schip. Het instrument is vrij nauwkeurig, het werkt goed tot op een snelheid van ongeveer dertig knopen en het maximale verschil met de werkelijke bochtsnelheid van het schip is een halve graad. Er zijn twee verschillende soorten aanwijzers, analoge en digitale. De analoge aanwijzers zijn verplicht aan boord, de digitale zijn optioneel en deze werken op een alfanumerieke manier.
De bochtsnelheidsaanwijzer kan gekoppeld worden aan het Automatic identification system (AIS). Hierbij wordt de informatie over de draaisnelheid doorgegeven aan schepen in de buurt zodat zij tijdig de manoeuvres van andere schepen kunnen opsporen en eventuele gevaarlijke situaties kunnen vermijden.